# 抱緊我 (科妮莉亞·雅各布斯歌曲)
抱緊我是瑞典女歌手科妮莉亞·雅各布斯的歌曲，於2022年2月26日推出，由雅各布斯、大衛·贊丹（David Zandén）和伊薩·莫林（Isa Molin）共同創作。歌曲代表瑞典參與2022年在意大利都灵舉辦的2022年欧洲歌唱大赛，最終以438分排名第四。

## 製作
歌曲由雅各布斯、大衛·贊丹（David Zandén）和伊薩·莫林（Isa Molin）共同創作，時長3分19秒，以
拍的升F大調構成，每分鐘97拍。抱緊我是首分手抒情歌曲，歌詞闡述著一場歷經情感動蕩的艱難分手，雅各布斯唱著「（我在錯的時間找到對的人／我想一切美好都將結束）」表達她即使知道兩人關係迎來盡頭，也想要留住另一半。

## 歐洲歌唱大賽

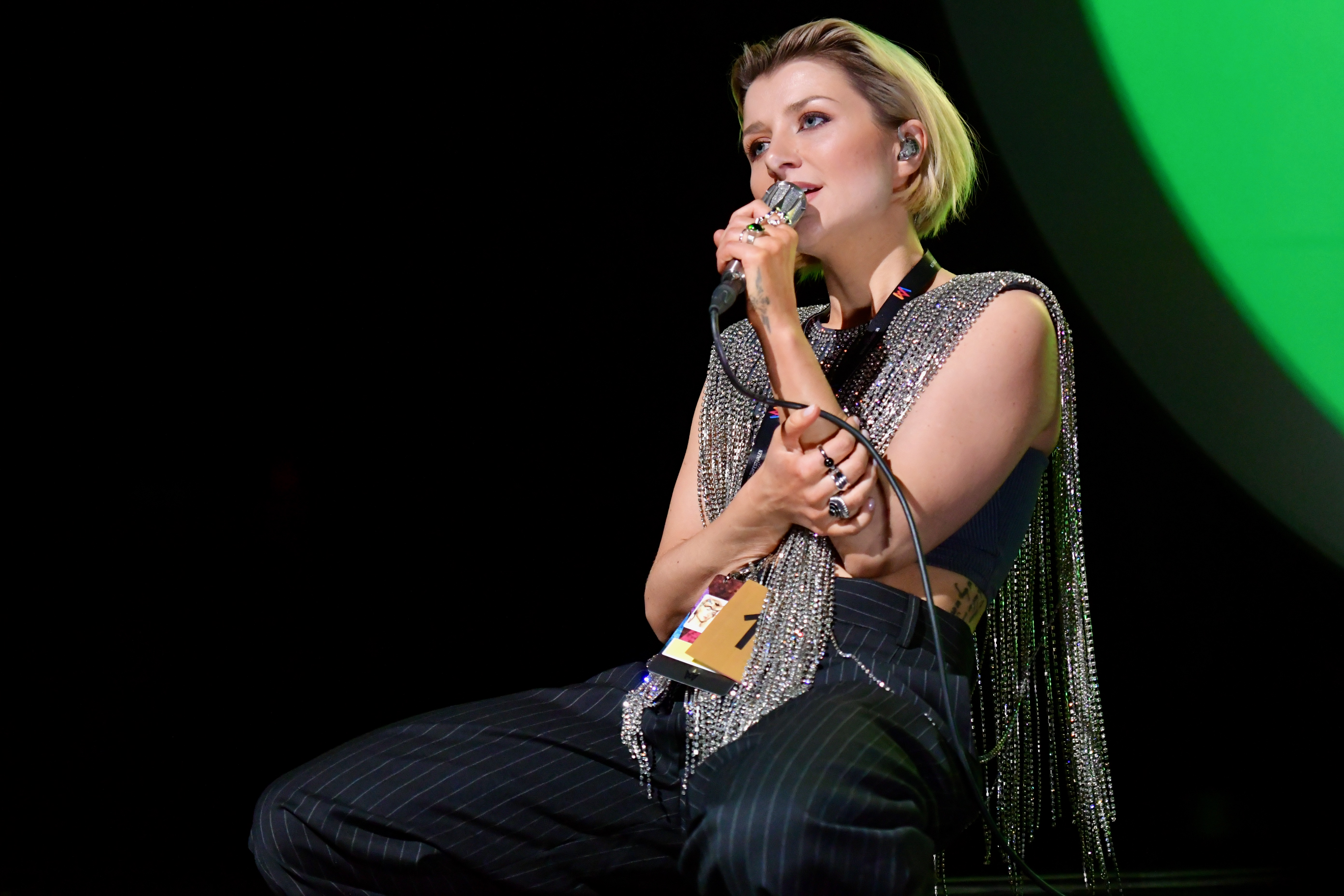
科妮莉亞·雅各布斯在2022年瑞典旋律節

按照慣例，歐洲歌唱大賽的瑞典代表皆由瑞典旋律節產生。2022年3月12日，雅各布斯憑藉抱緊我，以觀眾評審合計146分獲得2022年瑞典旋律節冠軍，成為2022年歐洲歌唱大賽瑞典代表。經過「半決賽分配抽籤」，她被安排在2022年5月12日的第二場半決賽（Semi-final 2）。
雅各布斯的演出簡潔明瞭，她身穿剪裁過的黑色背心，外面套上有著長擺流蘇的金属上衣，身後是座巨大圓形屏幕。一開始，雅各布斯坐在地上，隨著音樂越來越磅礡，她用粗曠的歌聲起身吶喊，圓形屏幕從綠色漸變為紅色，表演最後在高潮迎來結束。《每日电讯报》的埃德·鲍尔（Ed Power）表示整體演出讓人回想起80年代的流行MV。 
雅各布斯以396分的成績拿下第二場半決賽冠軍，成功晉升決賽。決賽於5月14日舉行，雅各布斯被安排在第20位演出。最終雅各布斯以評審得分258分，觀眾得分180分，合計得分438分獲得2022年歐洲歌唱大賽第4名。

## 專業評價
歌曲獲得普遍好評，它獲頒馬塞爾·貝桑松獎「作曲家獎」，但編排上，許多媒體皆認為抱緊我給人一種〉的感覺。Wiwibloggs根據內部評審團評價給予歌曲8.94/10，評審團表示抱緊我展現瑞典想奪得第七座冠軍的決心，淒美的歌詞配上動人旋律和雅各布斯的歌聲，令人動容。《每日雜誌報》給予4/6分，評價歌曲旋律優美、易於記憶，且有著令人一同合唱的現場表現，但即便如此，抱緊我還是欠缺火侯。
《巴黎競賽》形容歌曲經典且富有魅力。《衛報》稱讚歌曲製作、歌詞和人聲的完美結合，但整體而言並不突出，尤其賽場上充斥著牛鬼蛇神。《机密报》認為歌曲沒能帶來驚喜，合成器的添加沒能減少其老氣和水晶吊灯、璀鑽與等歌曲的相似感。欧洲新闻台持相反意見，認為雅各布斯的歌曲耳目一新，不同於往年那些瑞典貨。全国公共广播电台的格倫·威爾登表示瑞典人一如既往地知道歐洲人喜歡什麼，雅各布斯隨著音樂不斷堆疊情緒，並在最後引領各位來到高潮。

## 參與名單
人員名單來自抱緊我YouTube簡介。
- 科妮莉亞·雅各布斯（英语：Cornelia Jakobs） – 歌手、製作人、詞曲作家
- 比約恩·恩格爾曼（Björn Engelmann） – 母帶
- 大衛·贊丹（David Zandén） – 製作人、詞曲作家
- 伊薩·莫林（Isa Molin） – 詞曲作家

## 榜單表現
| 榜单（2022年）                           | 排名 |
| ---------------------------------------- | ---- |
| 芬蘭（芬蘭官方單曲榜）                   | 9    |
| 德國（德國官方下載榜）                   | 7    |
| 全球（Billboard Global Excl. US）        | 132  |
| 希臘（國際唱片業協會希臘分會國際單曲榜） | 71   |
| 冰島（Plötutíðindi）                     | 2    |
| 愛爾蘭（愛爾蘭唱片協會榜）               | 38   |
| 立陶宛（AGATA）                          | 5    |
| 立陶宛（AGATA） Eurovision Version       | 49   |
| 荷蘭（荷蘭百大單曲榜）                   | 76   |
| 挪威（VG-lista單曲榜）                   | 15   |
| 葡萄牙（葡萄牙唱片業協會）               | 135  |
| 西班牙（西班牙音樂製作協會）             | 88   |
| 瑞典（瑞典最熱榜）                       | 1    |
| 瑞士（瑞士热门音乐榜）                   | 53   |
| 英國（官方榜单公司單曲榜）               | 59   |

| 排行榜（2022年）   | 排名 |
| ------------------ | ---- |
| 瑞典（瑞典最熱榜） | 7    |

| 國家或地區                                               | 認證    | 認證單位/銷量 |
| -------------------------------------------------------- | ------- | ------------- |
| 瑞典（瑞典唱片業協會）                                   | 3× 白金 | 24,000,000†   |
| - ‡僅含認證的串流媒體+實際銷量 - †僅含認證的串流媒體銷量 |         |               |